# Лопес де Карвахаль, Бернардино
Бернардино Лопес де Карвахаль (исп. Bernardino López de Carvajal; 8 сентября 1456, Пласенсия, королевство Кастилия — 16 декабря 1523, Рим, Папская область) — испанский куриальный кардинал. Епископ Асторги с 27 августа 1488 по 23 января 1489. Епископ Бадахоса с 23 января 1489 по 27 марта 1493. Епископ Картахены с 27 марта 1493 по 20 февраля 1495. Камерленго Священной Коллегии кардиналов с января 1498 по 9 января 1499. Латинский титулярный патриарх Иерусалима с 30 декабря 1503 по 20 февраля 1523. Декан Священной Коллегии Кардиналов с 5 августа 1521 по 16 декабря 1523. Кардинал-священник с 20 сентября 1493, с титулом церкви Санти-Марчеллино-э-Пьетро с 23 сентября 1493 по 2 февраля 1495. Кардинал-священник с титулом церкви Санта-Кроче-ин-Джерусалемме с 2 февраля 1495 по 3 августа 1507, in commendam с 3 августа 1507 по 24 октября 1511. Кардинал-епископ Альбано с 3 августа по 17 сентября 1507. Кардинал-епископ Фраскати с 17 сентября 1507 по 22 сентября 1508. Кардинал-епископ Палестрины с 22 сентября 1508 по 28 марта 1509. Кардинал-епископ Сабины с 28 марта 1509 по 24 октября 1511 и с 27 июня 1513 по 24 июля 1521. Кардинал-епископ Остии и Веллетри с 24 июля 1521. 

## Ранние годы
Родился Бернардино Лопес де Карвахаль 8 сентября 1456 года, в Пласенсии, королевство Кастилия. Сын Франсиско (Лопес) де Карвахал-и-Трехо, 2-го сеньора Торрехон и Альдонсы Санде. Родственник кардинала Хуана де Карвахаля (1446 год). Его называли кардиналом Картахенским, а также кардиналом Санта-Кроче. Его фамилия указана только как Карвахаль.
Бернардино Лопес де Карвахаль учился в Саламанке с 1466 года, получил степень бакалавра в 1472 году и лиценциат в мае 1478 года. Замещал Педро де Осму на кафедре теологии в 1475 году и снова в 1477 — 1479 годах, ректор в 1481 году. 21 декабря 1480 года получил звание магистра в области искусств и богословия. Он также учился в Пласенсии и в Италии: письму, наукам и богословию.
Бернардино Лопес де Карвахаль был архидиаконом Торо, епархия Саморы. С 1482 года он обосновался в Риме. Почётный камергер Папы Сикста IV. Назначен апостольским протонотарием Папой Иннокентием VIII. Каноник соборного капитула в Пласенсии в 1484 году. Аудитор Трибунала Священной Римской Роты. Прочитал проповедь «De eligendo Summo Pontifice» после смерти Папы Сикста IV в 1484 года. У него была громкая ссора с испанским послом при Святом Престоле в сентябре 1485 года, незадолго до его поездки в Испанию в качестве нунция.
Где, когда и кем был рукоположен в священники информация была не найдена.

## Епископ
27 августа 1488 года избран епископ Асторги, овладел епархией 5 ноября 1488 года. Ординация в епископа состоялась 21 декабря 1488 года, в церкви Сан-Джакомо-дельи-Спаньоли, в Риме. Основным консекратором был кардинал Жан Ла Балю, епископ Анже, которому помогали соконсекраторы: Ардичино делла Порта младший, епископ Алерии и Антонио Джентиле Паллавичини, епископ Оренсе.
23 января 1489 года был переведен в епархию Бадахоса. Посол короля Фердинанда V Арагонского и королевы Изабеллы Кастильской при папском дворе. Прочитал проповедь «De eligendo Summo Pontifice» в 1492 году, после смерти Папы Иннокентия VIII. 
27 марта 1493 года переведен в епархию Картахены, овладел епархией 18 октября 1493 года, in commendam с 20 сентября 1493 года по 20 февраля 1495 года. В мае 1493 года он выступал в защиту короля Фердинанда перед Папой, который по его просьбе выдал три буллы в пользу Испании в отношении земель, открытых Христофором Колумбом. Король Фердинанд рекомендовал его к возведению в кардиналы.

## Кардинал

### При Александре VI
Возведён в кардинала-священника на консистории от 20 сентября 1493 года, получил красную шляпу и титул церкви Санти-Марчеллино-э-Пьетро 23 сентября 1493 года. 
Губернатор Кампаньи. 8 октября 1494 года Папа попросил его поехать его на границу Террачины, чтобы поприветствовать короля Фердинана Сицилийского и сопровождать его в Рим. 2 февраля 1495 года получил титулярную церковь Санта-Кроче-ин-Джерусалемме.  20 февраля 1495 года назначен епископ Сигуэнсы in commendam, занимал епархию до 1511 года, а затем с 1513 года по 1519 год. 
11 мая 1495 года кардинал Бернардино Лопес де Карвахаль был назначен папским легатом a latere при короле Франции Карле VIII, который находился в Неаполе с кардиналом Джоном Мортоном, вместо этого он отправился с Папой в Орвието 27 мая 1495 года и вернулся с ним в Рим 27 июня 1495 года. 6 июля 1495 года он был назначен папским легатом при Максимилиане I, короле римлян. Он отправился из своего дворца палаццо Меллини 29 июля и был 31 августа в Милане, чтобы представить свое почтение Максимилиану при его входе в Италию. Согласно бреве от 6 июля 1496 года он получил миссию угрожать королю Карлу VIII церковными наказаниями, если он не откажется от войны с Италией. 
Камерленго Священной Коллегии кардиналов с января 1498 года по 9 января 1499 года, он реформировал и модифицировал издержки этой должности. Он был на стороне Папы в январе 1499 года, когда послы Испании и Португалии угрожали Папе свержением с престола. Получил комменду монастыря Сен-Мари-де-ла-Реаль, Перпиньян. 28 июля 1503 года назначен администратором епархии Авеллино, занимал этот пост до 1505 года. 

### При Юлие II
Участвовал в первом конклаве 1503 года, который избрал Папу Пия III. Участвовал во втором конклаве 1503 года, который избрал Папу Юлия II. 30 декабря 1503 года назначен латинским титулярным патриархом Иерусалима, занимал этот пост до 20 февраля 1523 года, когда его племянник Родриго де Карвахаль сменил его.  
В январе 1504 года ему был поручен надзор за Чезаре Борджиа в Остии, который он ослабил его 19 апреля 1504 года, без папского согласия, понтифик жаловался на решение кардинала. 12 апреля 1507 года он отправился с Папой и архитектором Донато Браманте на строительную площадку новой базилики Святого Петра.   
3 августа 1507 года кардинал Бернардино Лопес де Карвахаль был избран для сана кардиналов-епископов и субурбикарной епархии Альбано, сохранив титулярную церковь Санта-Кроче-ин-Джерусалемме in commendam до 24 октября 1511 года, когда он был извергнут из сана кардинала и отлучён Папой Юлием II.  
Папский легат a latere при Максимилиане, короле римлян, с 4 августа 1507 года. Покинул Рим на следующий день, отправился в Сиену и прибыл в Инсбрук в сентябре. Максимилиан объявил себя избранным императором Священной Римской империи 4 февраля 1508 года. Кардинал вернулся к своей миссии в Германии 12 января 1509 года.  
17 сентября 1507 года избран кардиналом-епископом Фраскати. 22 сентября 1508 года избран кардиналом-епископом Палестрины. Коммендатарий титулярной церкви Санто-Куатро-Коронати с 1508 по 24 октября 1511 года. 28 марта 1509 года избран кардиналом-епископом Сабины, извергнут 24 октября 1511 года, восстановлен 27 июня 1513 года.  

### В изгнании
Кардинал Бернардино Лопес де Карвахаль, из-за своих трудностей с Папой, искал убежища в Милане после посещения Флоренции и Павии. Он стал главой взбунтовавшихся кардиналов и подписал 16 мая 1511 года в Милане документ, призывающий Папу на так называемый Пизанский собор 1 сентября 1511 года. 24 октября 1511 года он был извергнут из сана кардинала и отлучён Папой Юлием II. 29 октября 1511 года его епархия Сигуэнсы была передана Федерико Португальскому, епископу Сеговии.   
Кардинал Лопес де Карвахаль прибыл в Пизу 30 октября 1511 года и 5 ноября 1511 года председательствовал в схизматическом соборе в кафедральном соборе Пизы. Через два дня он переместил собрание в Милан, где его самого избрали антипапой под именем Мартина. Затем, в июне 1512 года, Карвахаль перенёс его в Астию, наконец, в Лион, где он разошёлся без официального закрытия в сентябре следующего года. Его сторонников называли «сектой Карвахаля». Вместе с ним были извергнуты и отлучены кардиналы Федерико Сансеверино, Франсиско Льорис-и-де-Борха, Гийом Бриконне и Рене де Прие Чтобы ответить на раскольническое собрание, Папа Юлий II созвал V Латеранский собор, собор объявил раскольниками кардиналов, не заслуживающим кардинального достоинства. Папа Юлий II умер 20 февраля 1513 года.

### При Льве X
Исключён из Конклава 1513 года, который избрал Папу Льва X, хотя он попросил императора Максимилиана заступиться за него перед Священной Коллегией кардиналов. Он был арестован флорентийцами и доставлен во Флоренцию по приказу Папы. Узнав, что новый Папа Лев X был склонен к милосердию и предоставил ему помилование, он подчинился. После долгих переговоров он, вместе с кардиналом Федерико ди Сансеверино, написал декларацию, осуждающую раскольнический Пизанский собор и ходатайствовал о помиловании перед V Латеранским собором. Этот документ был прочитан секретарём собора 17 июня 1513 года, и собор одобрил, что бы он был принят на консистории от 27 июня 1513 года, прочитав формулу отречения и был освобожден Папой с покаянием одного дня и постом в месяц. Все его предыдущие должности, которые не были розданы другим (субурбикарная епархия Сабины, титулярный патриархат Иерусалима и Сигуэнская епархия, за которую его преемник Федерико Португальский получил бенефиции в Саламанке, Паленсии и Асторге) были возвращены ему в этот же самый день. Позднее он получил многочисленные бенефиции в нескольких испанских епархиях. Все остальные кардиналы были также помилованы и восстановлены Папой Львом X в 1513 году, за исключением кардинала Борха, который умер в 1511 году.  
Аббат-коммендатарий Сен-Румоль-де-Малине, епархия Камбре, с 21 сентября 1515 года. Аббат-коммендатарий Санкт-Кассиус фон Бонн, архиепархия Кельна, с 30 октября 1515 года. 4 ноября 1517 года он был назван одним из восьми членов кардинальского собрания для организации крестового похода против турок. Член группы из девяти кардиналов для решения сложных и секретных дел, с 1 декабря 1518 года. 14 января 1521 года назначен епископом Пласенсии. 24 июля 1521 года избран кардиналом-епископом Остии и Веллетри. Декан Священной Коллегии Кардиналов, он принял клятву, и Папа возложил на него паллий 5 августа 1521 года.  

### Закат карьеры
Участвовал в Конклаве 1521 — 1522 годов, который избрал Папу Адриана VI. Приветствовал нового Папу Адриана VI, когда он прибыл в Рим 27 августа 1522 года. Администратор епархии Фолиньо, с 26 сентября 1522 года, ушёл в отставку, 4 февраля 1523 года в пользу своего племянника Родриго де Карвахаля. На консистории от 28 апреля 1523 года он был одним из трёх кардиналов, которым поручено руководить процессом над кардиналом Франческо Содерини. Участвовал в Конклаве 1523 года, который избрал Папу Климента VII. 
Скончался кардинал Бернардино Лопес де Карвахаль 16 декабря 1523 года, в Риме. Похоронен в церкви Санта-Кроче-ин-Джерусалемме, Рим. 